# Elisabeth Reicheltová
Elisabeth Reicheltová, rozená Schäch (7. únor 1910 Coswig – 7. květen 2001 Drážďany) byla německá operní pěvkyně (sopranistka).

## Život
Po absolvování orchestrální školy při Sächsische Staatskapelle debutovala roku 1934 v Düsseldorfu. V letech 1936 až 1972 zpívala Reicheltová v Drážďanské opeře a v roce 1944 zde zpívala v posledním provedení staré opery Ännchen. K jejím významným rolím dále patří Královna noci, Gilda, Despina, Zerbinetta a Traviata. Hostovala ve Vídni, Hamburku, Kolíně nad Rýnem a Mnichově. Roku 1944 byla zařazena na německý Seznam Bohem obdarovaných umělců.
Reicheltová zemřela 7. května 2001 v Drážďanech a byla pohřbena v rodném Coswigu.